# 1601
1601 је била проста година.

## Догађаји

### Јануар
- 1. јануар — први дан 17. века

### Датум непознат
- Википедија:Непознат датум — Матео Ричи је постао први Европљанин који је ушао у Забрањени град у Пекингу

## Рођења

### Јануар
- 8. јануар — Балтасар Грасијан, шпански прозни писац († 1658)

### Август
- 17. август — Пјер де Ферма, француски математичар († 1665)
- 22. август — Жорж де Скидери, француски романописац, драматург и песник († 1667)

### Септембар
- 22. септембар — Ана од Хабзбурга, француска краљица († 1666)
- 27. септембар — Луј XIII, француски краљ († 1643)

## Смрти

### Фебруар
- 5. фебруар — Старина Новак, српско-румунски командант

### Април
- 10. април — Марк Александер Бојд, шкотски песник и најамник (* 1562)

### Мај
- 19. мај — Констанцо Порта, италијански композитор (* 1528. или 1529)

### Август
- 24. октобар — Тихо Брахе, дански астроном (* 1546)